# Dremomys
Dremomys is een geslacht van zoogdieren uit de familie van de eekhoorns (Sciuridae). De wetenschappelijke naam van het geslacht werd in 1898 gepubliceerd door Pierre Marie Heude.

## Soorten
Er worden 6 soorten in dit geslacht geplaatst:
- Dremomys gularis Osgood, 1932
- Dremomys lokriah (Hodgson, 1836)
- Dremomys ornatus Thomas, 1914
- Dremomys pernyi (Milne-Edwards, 1867) - Roodkopeekhoorn
- Dremomys pyrrhomerus (Thomas, 1895)
- Dremomys rufigenis (Blanford, 1878)